# 第27回シカゴ映画批評家協会賞
第27回シカゴ映画批評家協会賞は2014年の映画を対象としており、2014年12月12日にノミネーションが発表された。なお、同年12月15日に受賞者が発表された。

## ノミネート一覧
※受賞は太字。

### 作品賞
- 『バードマン あるいは（無知がもたらす予期せぬ奇跡）』
- 『6才のボクが、大人になるまで。』
- 『グランド・ブダペスト・ホテル』
- 『セッション』
- 『アンダー・ザ・スキン 種の捕食』

### 監督賞
- リチャード・リンクレイター - 『6才のボクが、大人になるまで。』
- ウェス・アンダーソン - 『グランド・ブダペスト・ホテル』
- アレハンドロ・ゴンサレス・イニャリトゥ - 『バードマン あるいは（無知がもたらす予期せぬ奇跡）』
- デヴィッド・フィンチャー - 『ゴーン・ガール』
- クリストファー・ノーラン - 『インターステラー』

### 主演男優賞
- マイケル・キートン - 『バードマン あるいは（無知がもたらす予期せぬ奇跡）』
- エディ・レッドメイン - 『博士と彼女のセオリー』
- ベネディクト・カンバーバッチ - 『イミテーション・ゲーム/エニグマと天才数学者の秘密』
- ジェイク・ジレンホール - 『ナイトクローラー』
- デヴィッド・オイェロウォ - 『グローリー/明日への行進』

### 主演女優賞
- リース・ウィザースプーン - 『わたしに会うまでの1600キロ』
- ロザムンド・パイク - 『ゴーン・ガール』
- ジュリアン・ムーア - 『アリスのままで』
- マリオン・コティヤール - 『サンドラの週末』
- スカーレット・ヨハンソン - 『アンダー・ザ・スキン 種の捕食』

### 助演男優賞
- J・K・シモンズ - 『セッション』
- イーサン・ホーク - 『6才のボクが、大人になるまで。』
- マーク・ラファロ - 『フォックスキャッチャー』
- エドワード・ノートン - 『バードマン あるいは（無知がもたらす予期せぬ奇跡）』
- ジョシュ・ブローリン - 『インヒアレント・ヴァイス』

### 助演女優賞
- パトリシア・アークエット - 『6才のボクが、大人になるまで。』
- ジェシカ・チャステイン - 『アメリカン・ドリーマー 理想の代償』
- エマ・ストーン - 『バードマン あるいは（無知がもたらす予期せぬ奇跡）』
- アガタ・クレシャ - 『イーダ』
- ローラ・ダーン - 『わたしに会うまでの1600キロ』

### 脚本賞
- リチャード・リンクレイター - 『6才のボクが、大人になるまで。』
- ウェス・アンダーソン - 『グランド・ブダペスト・ホテル』
- アレハンドロ・ゴンサレス・イニャリトゥ、アーマンド・ボー、ニコラス・ジャコボーン、アレクサンダー・ディネラリス・ジュニア - 『バードマン あるいは（無知がもたらす予期せぬ奇跡）』
- デミアン・チャゼル - 『セッション』
- ジョン・マイケル・マクドナー - 『ある神父の希望と絶望の7日間』

### 脚色賞
- ギリアン・フリン - 『ゴーン・ガール』
- ニック・ホーンビー - 『わたしに会うまでの1600キロ』
- グラハム・ムーア - 『イミテーション・ゲーム/エニグマと天才数学者の秘密』
- ポール・トーマス・アンダーソン - 『インヒアレント・ヴァイス』
- ウォルター・キャンベル、ジョナサン・グレイザー - 『アンダー・ザ・スキン 種の捕食』

### 撮影賞
- エマニュエル・ルベツキ - 『バードマン あるいは（無知がもたらす予期せぬ奇跡）』 （タイ受賞）
- ホイテ・ヴァン・ホイテマ - 『インターステラー』
- ロバート・エルスウィット - 『インヒアレント・ヴァイス』
- ロバート・D・イェーマン - 『グランド・ブダペスト・ホテル』 （タイ受賞）
- リシャルト・レンチェフスキ、ウカシュ・ジャル - 『イーダ』

### 有望監督賞
- デミアン・チャゼル - 『セッション』
- ダン・ギルロイ - 『ナイトクローラー』
- ジェニファー・ケント - 『ババドック 暗闇の魔物』
- ジェレミー・ソルニエ - 『ブルー・リベンジ』
- ジャスティン・シミエン - 『Dear White People』

### 有望俳優賞
- エラー・コルトレーン - 『6才のボクが、大人になるまで。』
- トニー・レヴォロリ - 『グランド・ブダペスト・ホテル』
- アガタ・クレシャ - 『イーダ』
- ググ・バサ＝ロー - 『ベル ある伯爵令嬢の恋』
- ジェニー・スレイト - 『Obvious Child』
- ジャック・オコンネル - 『不屈の男 アンブロークン』

### 編集賞
- 『グランド・ブダペスト・ホテル』
- 『ゴーン・ガール』
- 『バードマン あるいは（無知がもたらす予期せぬ奇跡）』
- 『セッション』
- 『6才のボクが、大人になるまで。』

### 美術賞
- 『スノーピアサー』
- 『インターステラー』
- 『グランド・ブダペスト・ホテル』
- 『イントゥ・ザ・ウッズ』
- 『オンリー・ラヴァーズ・レフト・アライヴ』

### アニメーション映画賞
- 『かぐや姫の物語』
- 『LEGO ムービー』
- 『The Boxtrolls』
- 『ヒックとドラゴン2』
- 『ベイマックス』

### 外国語映画賞
- 『イーダ』 ポーランド
- 『フレンチアルプスで起きたこと』 スウェーデン
- 『サンドラの週末』 ベルギー
- 『ザ・レイド GOKUDO』 インドネシア
- 『Mommy/マミー』 カナダ

### ドキュメンタリー映画賞
- 『Life Itself』
- 『サイゴン陥落 緊迫の脱出』
- 『The Overnighters』
- 『ホドロフスキーのDUNE』
- 『シチズンフォー スノーデンの暴露』